# Stephen Fox
Sir Stephen Fox (né le 27 mars 1627, mort le 28 octobre 1716, à l'âge de 89 ans) est un homme politique britannique ; son père, William Fox, est un petit propriétaire terrien à Farley dans le comté de Wiltshire.

## Biographie
À l'âge de quinze ans, il est engagé dans la domesticité du comte de Northumberland; puis, il entre au service de Lord Percy, frère du comte, et est présent dans l'armée royale lors de la bataille de Worcester (le 3 septembre 1651, durant la troisième guerre civile anglaise) en tant qu'ordonnance de Lord Percy auprès de l'artillerie. Il accompagne le roi Charles II dans sa fuite vers le continent en qualité de majordome sur recommandation d'Edward Hyde, comte de Clarendon qui le présente comme un jeune homme éduqué sous la sévère discipline de Lord Percy... expert en langues étrangères et possédant toutes les qualités de la domesticité, honnêteté et discrétion.
L'habileté avec laquelle il contrôle les maigres finances de la cour exilée lui fait gagner confiance et promotion. Il est employé pour plusieurs missions importantes et, par la suite, intervient en tant qu'intermédiaire entre le roi et George Monk, général de Cromwell. Il est récompensé après la restauration en étant nommé aux fonctions lucratives de premier clerc de l'Habit vert (clerk of the Green Cloth) et payeur-général des troupes.
En novembre 1661 il devient député au Parlement pour la ville de Salisbury dans le Wiltshire. En 1665, il est anobli et est réélu au Parlement pour la cité de Westminster le 27 février 1679, et succède au comte de Rochester en qualité de commissaire du Trésor, fonction qu'il assume pendant vingt-trois années et ce, sous trois monarques différents. En 1680, il démissionne de sa fonction de payeur-général et est nommé premier commissaire de la cavalerie puis, en 1684, il en est commissaire unique.
Le roi Jacques II lui offre une pairie à condition d'abjurer la religion catholique[Information douteuse] ; il refuse mais est autorisé à conserver ses fonctions de commissaire. En 1685, alors qu'il est encore parlementaire pour Salisbury, il s'oppose à la facture pour la levée d'une armée demandée par le roi. Pendant la révolution, il adopte une attitude de réserve décente, mais après la fuite de Jacques II, il fait acte de soumission à Guillaume III, qui le confirme dans ses fonctions. Il est réélu pour Westminster en 1691 et 1695 puis pour Cricklade (petite ville au nord du comté de Wiltshire) en 1698 et finalement, en 1713 à nouveau pour Salisbury.
Il se distingue notamment en fondant l'hôpital de Chelsea et en contribuant personnellement à hauteur 13 000 livres. Malgré son rang de deuxième, voire troisième, personnage dans la hiérarchie de l'État, il est d'une grande utilité pour sa génération et un fonctionnaire qui s'acquitte de manière profitable de toutes les charges qui lui sont confiées. Il s'enrichit au service de la nation mais, à la différence d'autres hommes d'État de son époque, sans être suspecté de corruption et sans faillir dans l'estime de ses contemporains.
Il se marie deux fois en 1651 et 1703 ; avec sa première épouse, Élizabeth Whittle, il a sept fils, qui meurent avant lui et trois filles ; avec la seconde, Christian Hopes, il a deux fils et deux filles.
L’ainé des garçons de ce deuxième mariage, Stephen (1704-1776), est lord Ilchester et Stavordale en 1747 puis comte d'Ilchester en 1756 et en 1758 il prend le nom additionnel de Strangways et ses descendants, la famille Fox-Strangways, perpétuèrent le titre de comte d'Ilchester. Le cadet, Henry, devient Lord Holland.

## Sources
(en) « Stephen Fox », dans Encyclopædia Britannica , 1911 (lire sur Wikisource).

## liens externes
- Ressources relatives aux beaux-arts :   - British Museum
  - National Portrait Gallery
- Notices dans des dictionnaires ou encyclopédies généralistes :   - Deutsche Biographie
  - Oxford Dictionary of National Biography
- Notices d'autorité :   - VIAF
  - ISNI
  - BnF (données)
  - LCCN
  - GND
  - Pays-Bas
  - WorldCat